# Teritorium Washington
Teritorium Washington (anglicky Washington Territory) bylo organizované začleněné území Spojených států amerických, které existovalo od roku 1853 do roku 1889, kdy byl finální rozsah teritoria přijat do Unie jako stát Washington.

## Dějiny
Krátce po vzniku teritoria Oregon v roce 1848 se začali osadníci severně od řeky Columbia dožadovat teritoria vlastního. Lidé cítili odpor především k dlouhé vzdálenosti, která je dělila od hlavního města, Salemu. Po vlně bouřlivých protestů byla 25. října 1852 u města Manticello, dnešního Longview, sepsána petice požadující, aby byla oblast teritoria Oregon ležící na sever od řeky Columbia spravována jako samostatné území „teritoria Columbia“. Petice byla následně odeslána Kongresu spojených států amerických.
8. února 1853 byl ve Sněmovně reprezentantů představen návrh zákona, který odtrhoval „teritorium Columbia“ od Oregonu. Reprezentant Richard H. Stanton tvrdil, že navrhovaný název by mohl být zaměňován s federálním District of Columbia, a proto byl na počet prvního prezidenta USA změněn na teritorium Washington. 2. března podepsal zákon prezident, Millard Fillmore. Prvním guvernérem nového teritoria se stal Isaac Stevens, bývalý člen Sněmovny reprezentantů.
Původní hranice teritoria zahrnovala všechny části dnešního státu Washington, severní Idaho a severozápad Montany. Po připojení Oregonu k Unii v roce 1859 připadla východní část jeho území teritoriu Washington. Ta zahrnovala dnešní jižní Idaho, část západního Wyomingu a okres Ravalli ve státě Montana. 2. března 1861 připadl jihovýchodní cíp území teritoria Washington, v dnešním Wyomingu, teritoriu Nebraska.
V roce 1863 byla oblast teritoria Washington na východ od řeky Snake po 117. poledník připojena k nově vzniklému teritoriu Idaho. 11. listopadu 1889 byl Washington připojen k Unii, jakožto její 42. stát.